# Guise
Guise ou, na sua forma portuguesa, Guisa é uma comuna francesa na região administrativa de Altos da França, no departamento de Aisne.